# 第47师团 (日本陆军)
第47师团（第47師団）是大日本帝國陸軍师团之一。

## 沿革
1943年（昭和18年）5月，为強化本土防衛而受命新设立第42师团、第43师团、第46师团和第47师团。第47师团于5月14日以留守第57师团和独立第67步兵团为基础在弘前编成，隶属于北方軍。
1944年（昭和19年）11月，在中国被动员组建，在华北地区负责作战，在济南迎来終战。战後，一部分官兵参加了国共内战。

### 第12派遣隊
1944年6月13日，以步兵3個大隊、山砲兵1個大隊为基础编成第12派遣隊，被派遣往南方战線。其后改编为独立混成第58旅，参加菲律宾的呂宋島戰役。

## 师团概要

### 歴代师团長
- 大迫通貞 中将 1943年6月10日 -
- 渡边洋 中将 1944年10月26日 -

### 最終司令部構成
- 参謀長：染矢半治郎大校
  - 参謀：曾我武雄中校
- 高級副官：森田清之亟少校

### 最終所属部隊
- 步兵第91联队（秋田）：加藤正次大校
- 步兵第105联队（秋田）：武信純一大校
- 步兵第131联队（弘前）：重广三馬大校
- 騎兵第47联队：小野健大校
- 山砲兵第47联队：笹島太郎大佐
- 工兵第47联队：阿部  大佐
- 輜重兵第47联队：三田村正之助大佐
- 第47师团通信隊：赤松淳大尉
- 第47师团防疫給水部：大橋常安軍医少佐
- 第47师团兵器勤務隊
- 第47师团衛生隊
- 第47师团第1野战医院
- 第47师团第2野战医院
- 第47师团第4野战医院
- 第47师团病馬廠